# Olandia (provincia histórica)
Olandia (en sueco: Öland) es la menor de las 25 provincias históricas de Suecia (en sueco: landskap) situada en la segunda mayor isla del país, Öland, que está en la costa suroriental bañada por las aguas del mar Báltico junto a la provincia de Esmolandia.
Su existencia como provincia independiente fue muy breve sólo de 1819 y 1824, y actualmente está incluida en la provincia de Kalmar. Como las demás provincias históricas no tiene funciones administrativas en la actual organización territorial de Suecia, sólo lo es una entidad cultural e histórica, que está dividida en dos municipios o comunas: Borgholm y Mörbylånga.